# Station Duszniki Wielkopolskie
Station Duszniki Wielkopolskie is een spoorwegstation in de Poolse plaats Duszniki.